# マカーオーン (小惑星)
マカーオーン (3063 Makhaon) は、木星の先行トロヤ群（ギリシア群）にある小惑星。リュドミーラ・カラチキナがクリミア天体物理天文台で発見した。
ギリシア神話の人物、マカーオーンに因んで名付けられた。